# Dorsilopha
Drosophila là một phân chi của chi Drosophila và có 4 loài. Vị trí phát sinh loài của nhóm này đã không rõ ràng trong một thời gian dài, nhưng các nghiên cứu gần đây chỉ ra rằng phân chi này được xếp giữa phân chi Sophophora và Drosophila.

## Các loài
- Drosophila busckii Coquillett, 1901
- Drosophila confertidentata Zhang, Li and Feng, 2006
- Drosophila linearidentata Toda, 1986
- Drosophila neobusckii Toda, 1986

## Hình ảnh

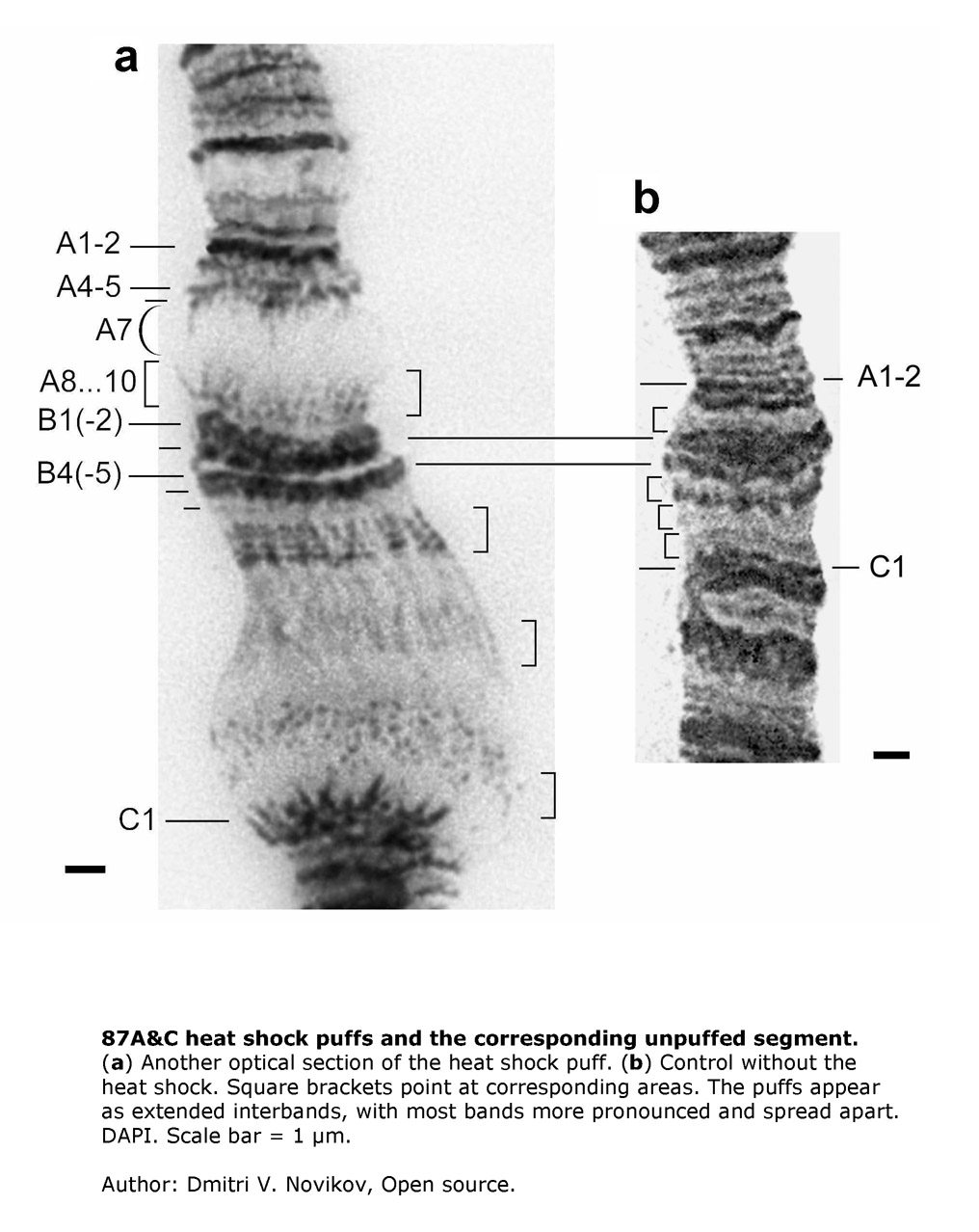
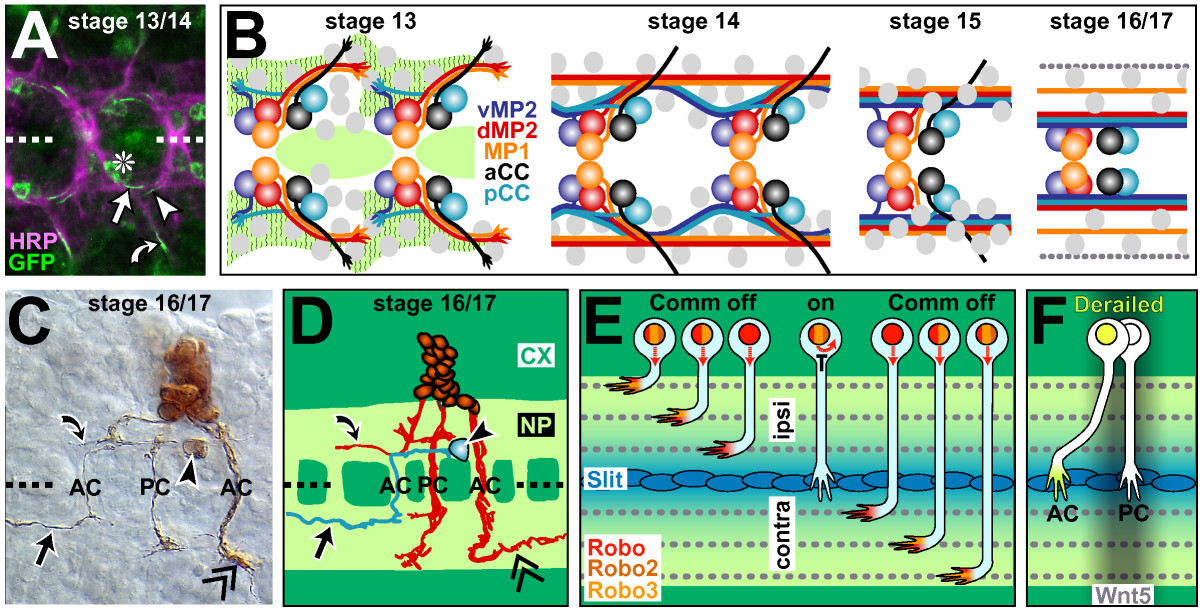
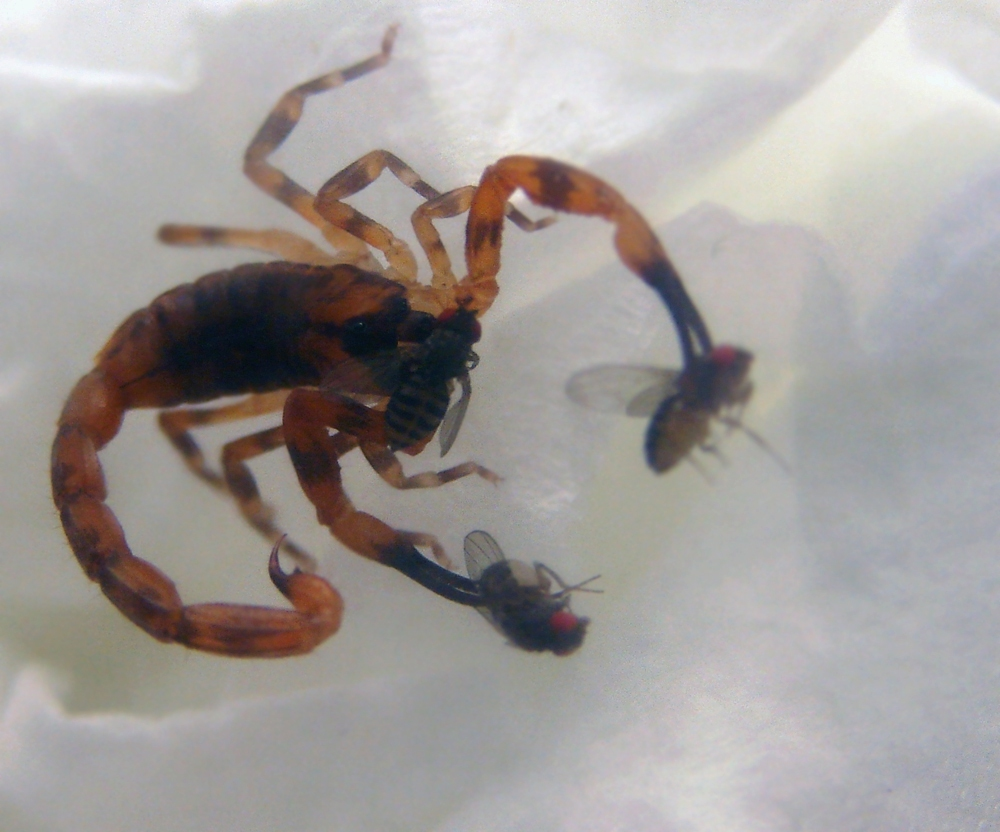